# Porcelain Black
Alaina Marie Beaton (1 oktober 1985) beter bekend als Porcelain Black is een Amerikaanse pop-rockzangeres en songwriter.

## Carrière
Porcelain begon haar carrière in onder de artiestennaam Porcelain and the Tramps, maar ze veranderde dat omdat haar fans en records in de war waren of ze nou solo was of een zangeres van een band. In 2004 werd ze benaderd door de rocklegende Courtney Love om achtergrondzangeres voor haar solo-album America's Sweetheart. Daarna schreef ze een liedje voor Ashley Tisdale album Guilty Pleasure en dat heet "How Do You Love Someone?".
Porcelains debuutalbum is executive-geproduceerd door RedOne. Ze wordt ondertekend door RedOne's 2101 Records. En is uitgebracht via Universal Republic, Alsmede Young Money Entertainment. Porcelain speelt in de nieuwe Rock of Ages film, maar de rol is nog niet bekend. Ze heeft haar eerste televisie-optreden bij The David Letterman Show gehouden.

## Discografie

### Albums
| Jaar | Album |
| ---- | ----- |
| 2012 | "TBA" |

Bevestigde nummers voor haar eerste album zijn:
- "This Is What Rock N' Roll Looks Like"(featuring Lil Wayne)
- "How Do You Love Someone?"
- "Naughty Naughty"
- "Swallow my Bullet"
- "Mannequin Factory"
- "Livin' in Sin"[3]
- "Stealing Candy From A Baby"
- "Pretty Little Psycho"
- "Rich Boi"
- "Mama Forgive Me"
- "One Woman Army"

### Singles
| Jaar | Liedje                                                      |
| ---- | ----------------------------------------------------------- |
| 2011 | "This is What Rock N’ Roll Looks Like"(featuring Lil Wayne) |
| 2011 | "Naughty Naughty"                                           |
| 2014 | "One Woman Army"                                            |

### Videoclips
| Jaar | Liedje                                                      |
| ---- | ----------------------------------------------------------- |
| 2011 | "This is What Rock N’ Roll Looks Like"(featuring Lil Wayne) |
| 2011 | "Naughty Naughty"                                           |